# Katedra św. Jana w Limerick
Katedra św. Jana w Limerick (ang. Saint John's Cathedral, Limerick) − główna świątynia rzymskokatolickiej diecezji Limerick w Irlandii. Zaprojektowana przez architekta Philipa Charlesa Hardwicka, została zbudowana w 1861 roku w stylu neogotyckim. Katedra jest najwyższym budynkiem w Limerick i posiada najwyższy w Irlandii hełm wieży (94 metry).